# Granodiorite
La granodiorite è una roccia intrusiva della famiglia calc-alcalina del granito composta da quarzo, plagioclasio, K-feldspato, biotite e orneblenda. Visivamente assomiglia al granito dal quale si differenzia però per la maggiore presenza di plagioclasio e per l'aspetto più scuro dato dai minerali mafici (biotite e orneblenda). La tessitura è faneritica ipidiomorfa, da equigranulare a porfirica.

## Origine del nome
Il nome è stato usato per la prima volta dal geologo statunitense Becker, che lo mise sulla carta del Gold Belt nella Sierra Nevada.

## Caratteri mineralogici e varietà
Rispetto al granito, le granodioriti hanno un maggior contenuto di plagioclasio (dal 65 al 90% del totale dei feldspati) e un minor contenuto di K-feldspato (dal 10 al 35% del totale dei feldspati). Il plagioclasio è un oligoclasio o un'andesina. Il quarzo supera il 20% in volume del totale della roccia. I minerali ferro-magnesiaci (biotite e orneblenda) costituiscono normalmente dal 5 al 25% del volume totale della roccia. Comuni accessori sono titanite, apatite, magnetite e zircone. Una rara varietà di granodiorite ha plagioclasio con anortite superiore al 50%. Per questa sua caratteristica, che l'accomuna ai gabbri, viene definita granogabbro.

## Composizione chimica e norma
|       | % in peso |
| ----- | --------- |
| SiO2  | 66,91     |
| TiO2  | 0,55      |
| Al2O3 | 15,92     |
| Fe2O3 | 1,40      |
| FeO   | 2,76      |
| MnO   | 0,08      |
| MgO   | 1,76      |
| CaO   | 3,88      |
| Na2O  | 3,80      |
| K2O   | 2,76      |
| P2O5  | 0,18      |

|            | % in peso |
| ---------- | --------- |
| Quarzo     | 22,36     |
| Corindone  | 0,26      |
| Ortoclasio | 16,31     |
| Albite     | 31,73     |
| Anortite   | 17,31     |
| Iperstene  | 7,40      |
| Magnetite  | 2,00      |
| Ilmenite   | 1,03      |
| Apatite    | 0,42      |

## Distribuzione
In Italia:

Nelle Alpi le granodioriti affiorano nel massiccio dell'Adamello, nella Presanella e nelle Vedrette di Ries, mentre in Toscana formano i batoliti del Monte Capanne (isola d'Elba), dell'isola del Giglio e dell'isola di Montecristo.
Nel mondo:

Negli archi magmatici delle zone di subduzione di tipo andino le granodioriti sono più diffuse dei graniti e con essi e minori quantità di tonaliti, gabbri e dioriti formano enormi batoliti nella catena delle Ande (il più esteso è a cavallo del confine tra Cile e Argentina) e in quella delle Montagne Rocciose. Granodioriti di età archeana, associate a trondhjemiti e tonaliti e a più giovani graniti si trovano anche negli scudi precambrici, dove però sono sotto forma di ortogneiss.
Un grandissimo monolito chiamato Zuma Rock, composto principalmente di granodioriti e gabbro, si trova circa 55 Km a ovest-nordovest di Abuja, capitale della Nigeria. Si eleva per 725 metri sull'area circostante ed ha una circonferenza di circa 3,1 Km.